# Аксьоново-Зіловське
Аксьо́ново-Зіло́вське (рос. Аксёново-Зиловское) — селище міського типу у складі Чернишевського району Забайкальського краю, Росія. Адміністративний центр Аксьоново-Зіловського міського поселення.

## Населення
Населення — 3443 особи (2010; 4283 у 2002).